# Palazzo Viti

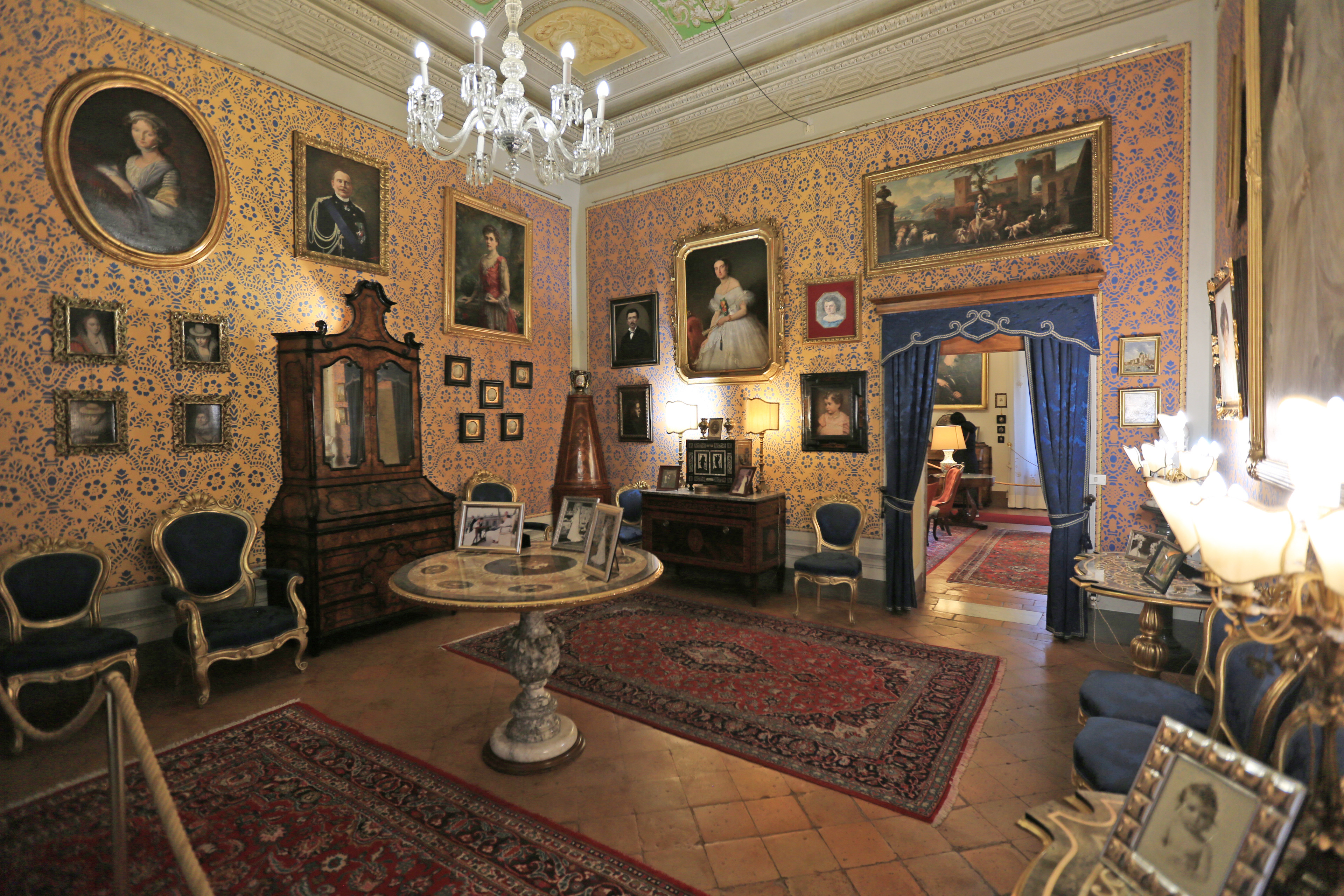
Salotto del Brachettone

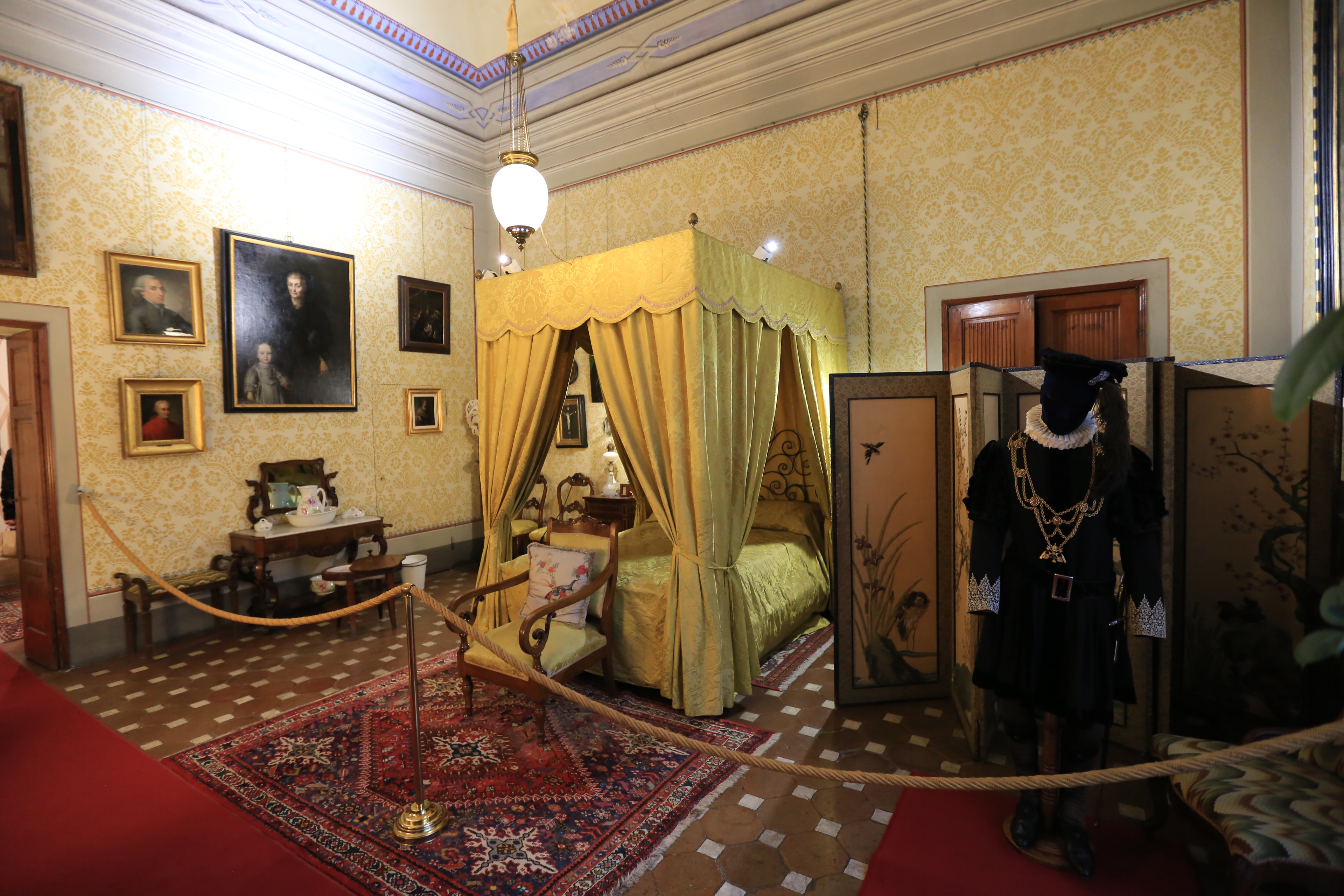
Camera Gialla

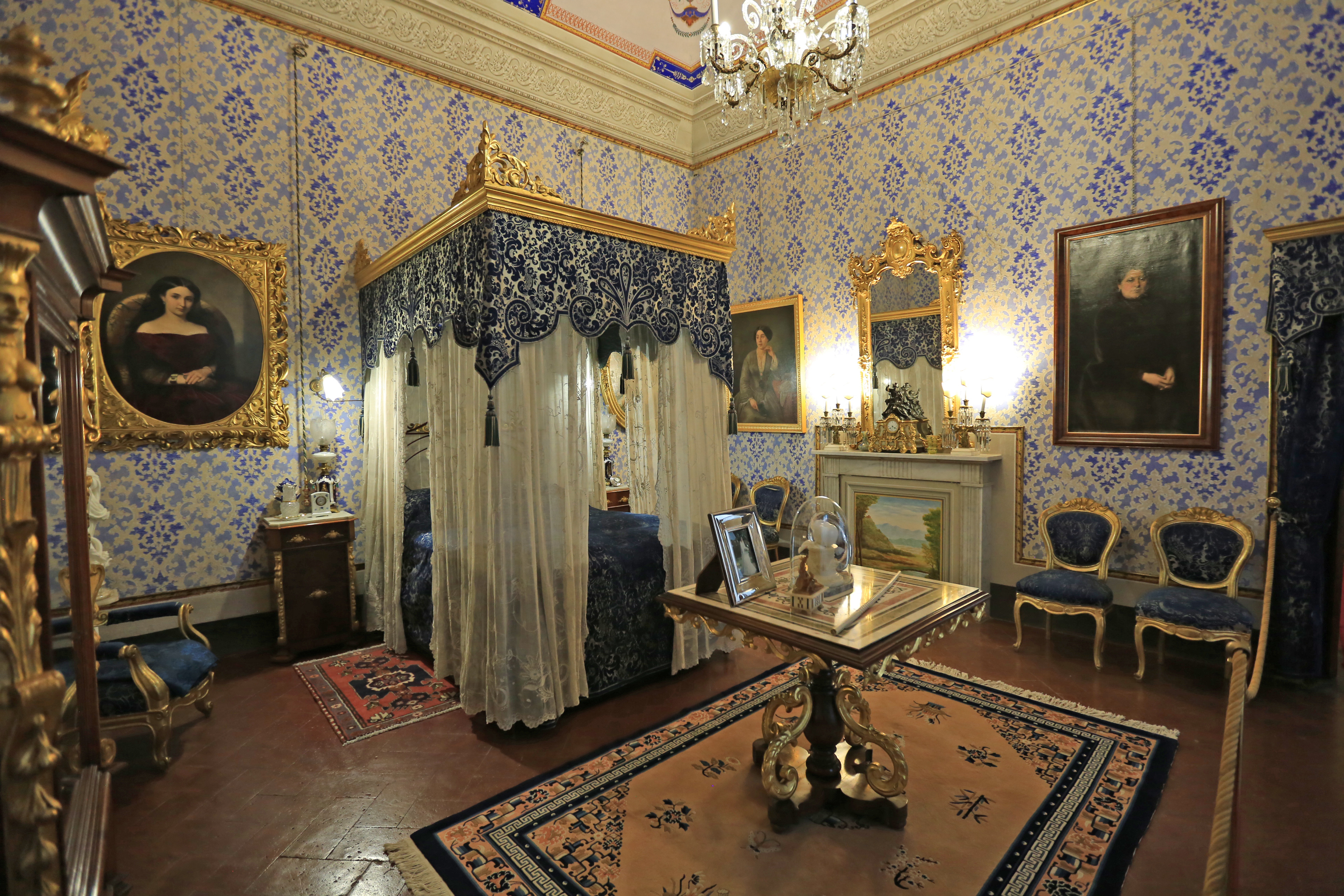
Camera del Re

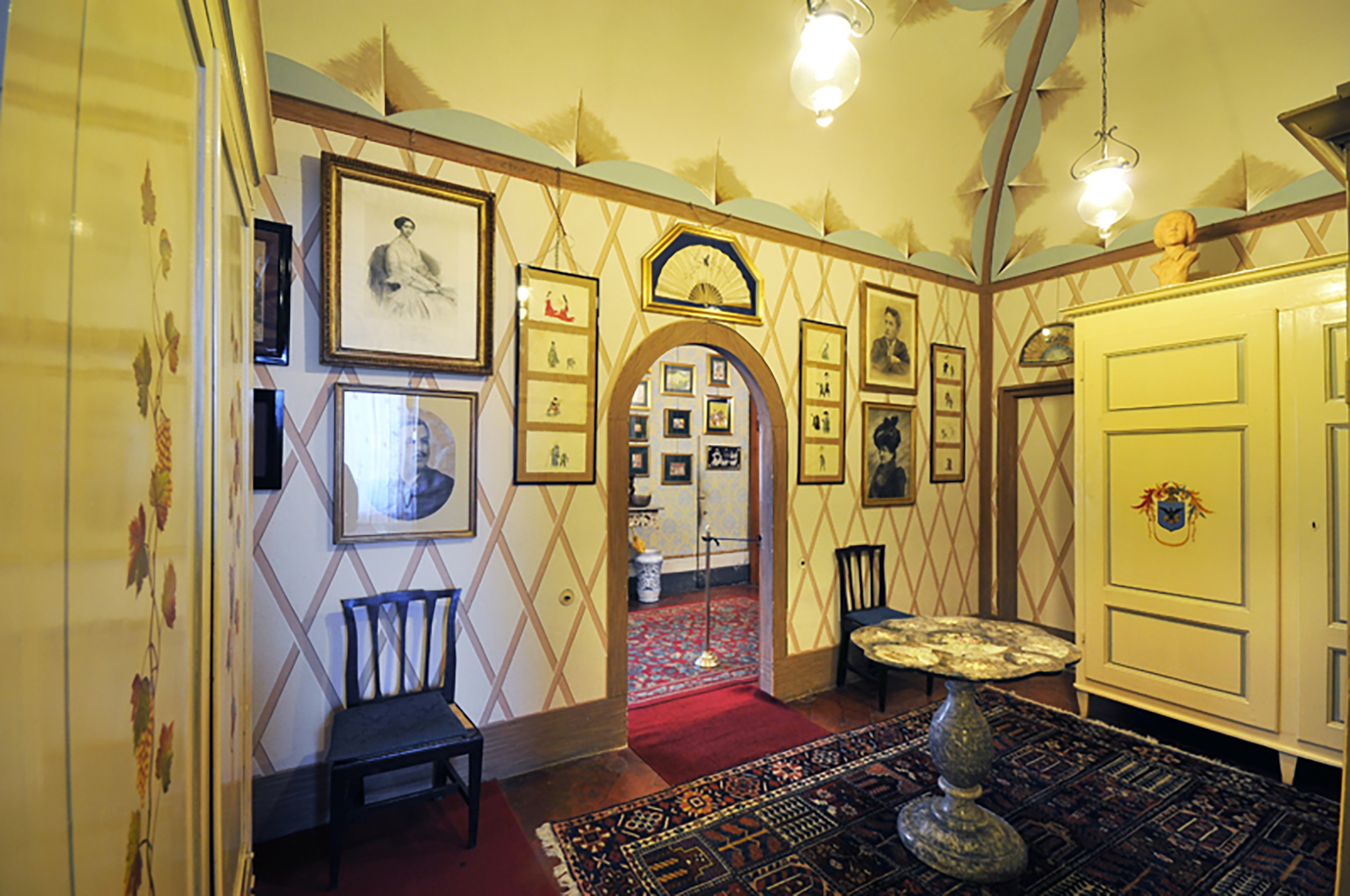
Guardaroba

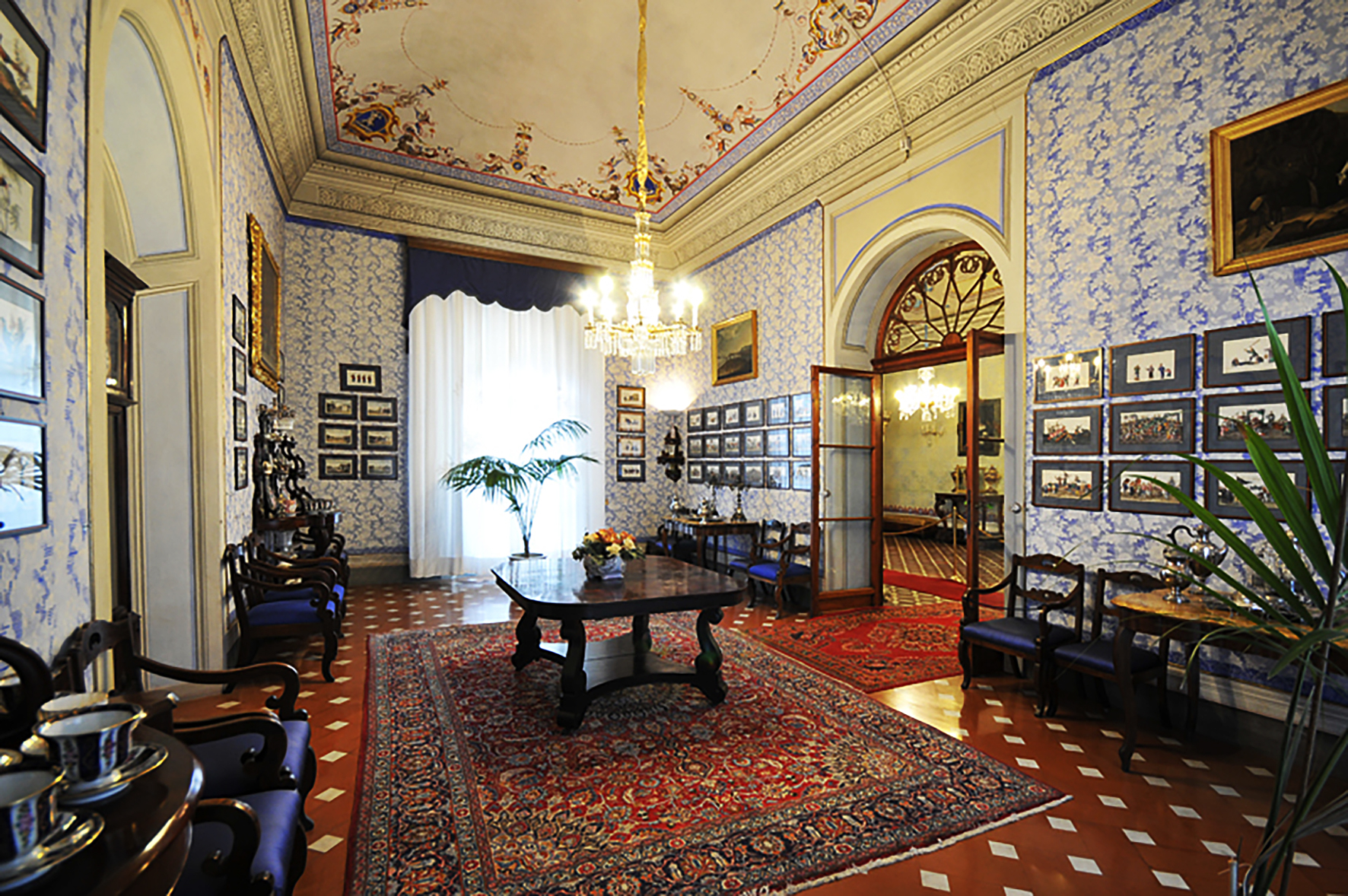
Sala da Pranzo

Il Palazzo Viti o Palazzo Incontri-Viti è uno storico palazzo nel centro di Volterra.
Oggi è una casa-museo aperta al pubblico. Il piano terreno e il retrostante giardino del palazzo sono occupati dal teatro Persio Flacco, inaugurato nel 1828. 

## Storia

### Il palazzo della famiglia Incontri
La costruzione fu iniziata verso la fine del XVI secolo dal nobile volterrano Attilio Incontri, ministro del granduca di Toscana. Il disegno della facciata, di Bartolomeo Ammannati, presenta un notevole interesse artistico evidenziando l'epoca di passaggio fra Rinascimento e Barocco: anticipa infatti molti elementi del secondo, con la ricchezza e la grandiosità dei bugnati, senza perdere la plastica armonia degli edifici rinascimentali.
Il palazzo presenta un fronte strada di circa quaranta metri, per una profondità di sedici, con due ali incompiute. All'origine il palazzo era infatti dotato di due ali racchiudenti un grandioso cortile porticato disegnato dall'architetto Alfonso Parigi aperto verso la vallata, ma il trasferimento della famiglia Incontri a Firenze bloccò il completamento dell'edificio al corpo principale ed alla parte di porticato opposta alla facciata.

### La costruzione del teatro
Nel 1816 l'Accademia dei Riuniti di Volterra acquistò il piano terreno ed il cortile e vi costruì il teatro Persio Flacco, uno dei più belli della provincia italiana. Nell'occasione venne accecato il loggiato del cortile e spostato l'ingresso del palazzo dal portone principale a quello laterale che in origine dava accesso al vicolo dei Lecci. Tale nuovo ingresso permise di continuare ad utilizzare lo scalone d'onore del palazzo di cui esiste il disegno originale dell'architetto Giovanni Caccini.

### L'arrivo della famiglia Viti
Nel 1850 Benedetto Giuseppe Viti, commerciante d'alabastro, comprò il resto dell'edificio che è tuttora abitato dai suoi discendenti, completando la costruzione del secondo piano, ancora mancante delle volte, e decorandolo secondo il gusto dell'epoca con prevalenza di grottesche sulle volte e con il finto parato o stencil sulle pareti. Questa decorazione, in gran parte ben conservata, e l'arredamento originale costituiscono uno degli esempi più importanti e completi di abitazione signorile ottocentesca. A ciò vanno aggiunti una raccolta di alabastri antichi, tra cui i monumentali candelabri commissionati da Massimiliano d'Asburgo imperatore del Messico, i tavolini intarsiati, ed una collezione di oggetti cinesi ed orientali del Settecento ed Ottocento molto ricca ed importante. Il resto è costituito da pregevole mobilia italiana e da una eccezionale quadreria dei secoli XV-XIX.
Altri interventi furono realizzati in occasione della visita del re Vittorio Emanuele II nel 1861.
Il palazzo è ora una casa-museo, dove sono esposte opere d'arte, arredi, candelabri in alabastro, oggetti antichi e molti libri, anche rari. Tutti questi oggetti sono appartenuti a Benedetto Giuseppe Viti. 
Nel 1965 il regista Luchino Visconti girò nelle sale del palazzo alcune scene del suo film Vaghe stelle dell'Orsa..., premiato con il Leone d'oro alla Mostra internazionale d'arte cinematografica di Venezia.
Il palazzo è aperto alle visite turistiche da aprile a novembre.